# Uwe Friedrichsen
Uwe Friedrichsen (Altona, 27 mei 1934 - Hamburg, 30 april 2016) was een Duitse acteur, luisterboekspreker en stemacteur.

## Carrière
Na de middelbare school voltooide Uwe Friedrichsen een commerciële opleiding bij een Hamburgse porseleinfirma. In de pantomimegroep van de Hamburger Volkshochschule kreeg hij plezier aan het acteren. Tegen de wil van zijn ouders startte hij een privé-toneelopleiding, die hij financierde door arbeid in de haven en als krantenjongen. In 1953 richtte hij samen met Marcus Scholz en anderen het Theater 53 op. Hier speelde hij drie jaar lang bij de opvoering van bewerkte korte verhalen van Wolfgang Borchert en Ernest Hemingway. Nadat Ida Ehre op hem was opmerkzaam geworden, werd hij in 1956 aan het Deutsches Schauspielhaus in Hamburg verbonden onder Gustaf Gründgens. Tot 1968 was hij lid van dit ensemble, terwijl hij bij meerdere andere theaters als gastspeler optrad. Daarna werkte hij als freelance acteur.
De toneelacteur Friedrichsen speelde al als midden-twintiger in de legendarische verfilming van de Faust-opvoering van Gründgens de scholier. Zijn eerste bioscooprollen speelde hij in de film Lemkes sel. Witwe (1957) en kort daarna in Unser Haus in Kamerun (1961) met muziek van Martin Böttcher. Ook speelde hij in de Edgar Wallace-film Der Gorilla von Soho (1968) de rol van Sergeant Jim Pepper. Daarna was hij overwegend te zien in tv-producties, waardoor hij landelijk meer bekendheid kreeg, waaronder John Klings Abenteuer (1965) met Hellmut Lange, Stadt ohne Sheriff, Elefantenjunge (1973) en in de Sesamstraße (van 1979 tot 1981 als Uwe). Grote waardering oogstte hij aan het begin van de jaren 1980 met zijn tv-rol als douaneambtenaar Zaluskowski in 18 films van de misdaadserie Schwarz Rot Gold.
Bovendien representeerde hij aan de zijde van Andreas Schmidt-Schaller de burgemeester Hinrich-Oppen in de serie Oppen und Ehrlich. De serie, die het leven van twee ongelijke halfbroers toont, de burgemeester Hinrich Oppen en de fabrikant Ottwin Ehrlich, speelt zich af in het Sauerland aan het begin van de jaren 1990.
Naast het acteren was hij ook een veelgevraagde luisterboekspreker en stemacteur. Hij leende zijn markante stem als stemacteur ook aan de volgende artiesten:
- 1964: Der Schut – Der Schut
- 1968: Ringo Starr – Yellow submarine
- 1969: Jon Voight – Asphalt Cowboy
- 1969: Bruce Dern – Support Your Local Sheriff!
- 1974: Michael York – The Four Musketeers
- 1970: Donald Sutherland – Mash
- 1987–1998: Danny Glover – Lethal Weapon 1-4
- 1969: Peter Falk – Columbo

In de hoorspelserie Die drei Fragezeichen sprak hij een rol in de aflevering Das brennende Schwert (1997). In de hoorspeleditie van de Perry Rhodan-serie leende hij de serieheld Perry Rhodan zijn stem (1983). Voorts was hij als stemacteur verantwoordelijk voor de Duitse teksten van Jerry Lewis, Gérard Depardieu en Donald Sutherland.
De drijfveer van zijn activiteiten bleef desondanks alles het podium. Enkele jaren had hij een vaste plaats in het ensemble van het Ernst-Deutsch-Theater in Hamburg. In 2005/06 speelde hij in het Theater im Rathaus in Essen. Bovendien was Friedrichsen een groot voorvechter van het Platduitse dialect, dat hij als kleine jongen bij zijn grootouders leerde. Sinds 1991 was hij lid van de Freie Akademie der Künste in Hamburg. In december 2006 was hij te zien in enkele afleveringen van de ARD-soap Verbotene Liebe als goede kerstengel. In 2007 speelde hij in de Sat.1-productie Hilfe! Hochzeit! – Die schlimmste Woche meines Lebens.
In 2011 was hij vrijwillig werkzaam als ambassadeur voor de Deutschen Gesellschaft zur Rettung Schiffbrüchiger en wierf hij leden voor deze onafhankelijke en uitsluitend uit donaties gefinancierde liefdadigheidsorganisatie. In december 2013 werd hij tot erelid van de Hamburger Volksbühne benoemd.

## Privéleven en overlijden
Uwe Friedrichsen had drie onechtelijke kinderen uit vroegere relaties. In 1988 trouwde hij met de Zwitserse actrice Nathalie Emery, met wie hij een dochter had. Hij woonde op het laatst met zijn tweede echtgenote in Seevetal bij Hamburg. Uwe Friedrichsen overleed op 30 april 2016 op 81-jarige leeftijd aan de gevolgen van een tumor aan zijn wang in Hamburg. Op zijn wens kreeg hij een zeemansgraf in de Oostzee.

## Filmografie
- 1957: Die unentschuldigte Stunde
- 1957: Lemkes sel. Witwe
- 1958: Besuch aus der Zone
- 1959: Die Nacht vor der Premiere
- 1959: Raskolnikoff
- 1960: Faust
- 1961: Unser Haus in Kamerun
- 1962: Nie hab ich nie gesagt
- 1962: Schönes Wochenende
- 1963: Maria Magdalena
- 1963: Schlachtvieh
- 1963: Der Chef wünscht keine Zeugen
- 1964: Das Duell
- 1964: Hafenpolizei – Die Polizei – dein Freund und Helfer
- 1964: Die Cocktailparty
- 1964: Don Gil von den grünen Hosen
- 1964: Ich fahre Patschold
- 1965–1970: John Klings Abenteuer
- 1966: Geibelstraße 27
- 1967: Der Zug der Zeit
- 1968: Polizeifunk ruft – Handgeknüpfte Teppiche
- 1968: Ein Sarg für Mr. Holloway
- 1968: Heim und Herd
- 1968: Der Gorilla von Soho
- 1969: Die Ratten
- 1970: Maximilian von Mexico (televisiefilm)
- 1970: Dem Täter auf der Spur - Froschmänner
- 1971: Einer spinnt immer
- 1971: Der Opernball
- 1971: Bleib sauber, Liebling
- 1971: Auf neutralem Boden
- 1971: Rosy und der Herr aus Bonn
- 1972: Stadt ohne Sheriff (serie)
- 1972: Mit dem Strom
- 1973: Elefantenjunge (televisieserie)
- 1973: Die Welt im Krieg (spreker)
- 1977: Der Todestanz
- 1977: Operation Ganymed
- 1977: Sonderdezernat K 1 - Der Stumme
- 1978: Stützen der Gesellschaft
- 1978: Die Eingeschlossenen (van Jean-Paul Sartre, met Ernst Schröder)
- 1979: St. Pauli-Landungsbrücken: Papas Tochter
- 1980-1981: Sesamstraße
- 1981: Kameraden
- 1982: Unheimliche Geschichten - Wenn das Blut gefriert (televisieserie, 1 aflevering)
- 1982: Der Heuler
- 1982: Sonderdezernat K 1 - Tödlicher Ladenschluß
- 1982–1996: Schwarz Rot Gold
- 1983: Die wilden Fünfziger
- 1983: Ein Mord liegt auf der Hand
- 1984: Zwei schwarze Schafe (7-delige televisieserie)
- 1985: Mit Axel auf Axe
- 1985: Der Alte – Flüstermord
- 1986: Tatort – Aus der Traum
- 1986: Der Alte – Floßfahrt ins Jenseits
- 1986: Das Wahlergebnis
- 1987: Diplomaten küsst man nicht (televisieserie, 20 afleveringen)
- 1988: Pole Poppenspäler, hoofdrol, televisiefilm, BR
- 1988: Die Männer vom K 3 - Spiel über zwei Banden
- 1989: Ein Heim für Tiere (televisieserie, 1 aflevering)
- 1989: Sievers wartet!
- 1989: Derrick – Die Stimme des Mörders
- 1989: Roda, Roda (aflevering 11 en 12)
- 1992: Oppen und Ehrlich (serie)
- 1992: Go Trabi Go 2 – Das war der wilde Osten
- 1992: Der Alte – Der Schein trügt nicht
- 1993: Der Alte – Babysitter
- 1994: Der Alte – Am Abgrund
- 1994: Der Alte – Fremde in der Nacht
- 1996: Der Alte – Der Tod meines Vaters
- 1996: Derrick – Mordecho
- 1997: Die Männer vom K3 – Eine saubere Stadt
- 1998: Der König von St. Pauli
- 1998: Der kleine Dachschaden
- 1998: Derrick – Das Abschiedsgeschenk
- 1999: Theater: Der Hexer
- 1999: Siska – Der Bräutigam der letzten Tage
- 1999–2000: Tanja (serie)
- 2000: Der letzte Zeuge – Das letzte Bild
- 2002: Die fabelhaften Schwestern
- 2002: Siska – Im Schatten des Mörders
- 2002: Die Nibelungen
- 2004: Ein Fall für zwei – Doppelgänger
- 2007: Schuld und Unschuld
- 2007: Hilfe! Hochzeit! – Die schlimmste Woche meines Lebens
- 2007: Die Rettungsflieger - Für immer und ewig
- 2007: Elvis und der Kommissar (6-delige televisieserie)
- 2007: Das Traumschiff – San Francisco
- 2009: Ein Strauß voll Glück
- 2009: In aller Freundschaft – Herzklopfen
- 2009: Das Traumschiff – Peru, Miami
- 2009: Der Dicke – Voll ins Herz
- 2009: Der Duft von Holunder
- 2010: Großstadtrevier – Jimmy Heinrich war ein Seemann
- 2010: Notruf Hafenkante – Schlangenbiss, ZDF
- 2010: In aller Freundschaft – Vier in einem Boot
- 2011: In aller Freundschaft – Bedrohliche Träume
- 2012: Das Haus der Krokodile
- 2013: Tür an Tür (televisiefilm)

## Hoorspelen
- 1966: Jan Fabricius: Hein Ruku. Nederlands volksspel in de Nederduitse radioversie van Hermann Quistorf - Regie: Rudolf Beiswanger; Jutta Zech (NDR)

- 1983: Perry Rhodan in 12 afleveringen – regie: Heikedine Körting Europa Miller
- 1985: Friedhelm Werremeier: Trio unter Strom – regie: Klaus Wirbitzky (WDR)
- 1986: Johannes Bobrowski: Boehlendorff – regie: Albrecht Surkau (RB)
- 1988: Margaret Millar: McCowneys Wunder – regie: Norbert Schaeffer (NDR)
- 1990: Heinrich Böll: Zum Tee bei Doktor Borsig (Dr. Borsig) – regie: Ulrich Gerhardt (hr/Südwestfunk|SWF)
- 1994: Rainer Link: Morgen höre ich auf – Todsicher – regie: Manfred Hess (MDR)
- 1997: Hans Fallada: Bauern, Bonzen, Bomben – regie: Jürgen Dluzniewski (MDR)
- 2005: Jules Verne: Reise zum Mittelpunkt der Erde – regie: Leonhard Koppelmann (MDR)
- 2006: Michael Ende:  Das kleine Lumpenkasperle – regie: Walter Niklaus (MDR)
- 2007: James Krüss: Ein Eisbär ist kein Pinguin – regie: Robert Matejka (MDR)
- 2009: James Krüss: Henriette Bimmelbahn, Auto, Flugzeug, Bus und Kahn – regie: Matthias Thalheim (MDR)

## Synchroonrollen (selectie)
Gérard Depardieu
- 1995: (als Gérard) in Mein Vater, das Kind
- 2000: (als Titus) in Bérénice

Peter Falk
- 1973: (als Lt. Columbo) in Columbo: Mord nach Rezept en Lösegeld für einen Toten
- 1974: (als Nick Longhetti) in Eine Frau unter Einfluss
- 1976: (als Griffin) in Liebe ohne Hoffnung

Danny Glover
- 1985: (als Albert Johnson) in Die farbe Lila
- 1992: (als Roger Murtaugh) in Lethal Weapon 3 – Die Profis sind zurück
- 1998: (als Roger Murtaugh) in Lethal Weapon 4 – Zwei Profis räumen auf
- 2005: (als Wilhelm) in Manderlay

### Films
- 1960: Gordon Jackson (als Captain Jock Bateson) in Zone des Schweigens
- 1960: Robert Redford (als Don Parritt) in Der Eismann kommt
- 1968: Paul Angelis (als Ringo Starr) in Yellow Submarine
- 1968: Giuliano Gemma (als Jason) in Der Bastard
- 1969: Roger Moore (als Gary Fenn) in Tödlicher Salut
- 1970: Donald Sutherland (als kapitein Benjamin Franklin 'Hawkeye' Pierce) in M*A*S*H
- 1970: Elliott Gould (als Hiram Jaffe) in Hopp, Hopp
- 1974: Michael York (als D'Artagnan) in Die vier Musketiere – Die Rache der Mylady
- 1978: Vito Scotti (als Thomas Dolan) in Columbo: Momentaufnahme für die Ewigkeit
- 1978: Gregory Peck (als Dr. Josef Mengele) in The Boys from Brazil
- 1986: Tom Berenger (als Staff Sgt. Robert E. Lee Barnes) in Platoon
- 1989: Robert Davi (als Franz Sanchez) in James Bond 007 – Lizenz zum Töten
- 1990: Larry Hagman (als Mark Hunter) in Wheels of Hell
- 1994: Michael Ironside (als Gary Yanuck) in Das Achte Opfer
- 1996: Rolf Lassgård (als Kurt Wallander) in Die weiße Löwin

### Series
- 1992–1995: als verteller in Der kleine Eisbär (korte filmreeks)

## Luisterboeken (selectie)
- Agatha Christie: Das fehlende Glied in der Kette. DHV, ISBN 3-89940-248-0.
- Die Entdeckung der Currywurst. Libraton, ISBN 3-89469-732-6.
- Wilhelm Gustloff. DAV, ISBN 3-89813-193-9.
- Das große Giggler-Geheimnis. BMG Wort, ISBN 3-89830-306-3.
- Rover rettet Weihnachten. Random House Audio, ISBN 3-89830-397-7.
- Kurt Tucholsky: Panter, Tiger & Co. Libraton, ISBN 3-89469-544-7.
- Kurt Tucholsky: Schloß Gripsholm. Libraton, ISBN 3-89469-586-2.
- Kurt Tucholsky: Wo kommen die Löcher im Käse her?. Libraton, ISBN 3-89469-567-6.
- William Somerset Maugham: Spuren im Dschungel. Libraton, ISBN 3-89469-549-8.
- William Somerset Maugham: Ein glückliches Paar. Libraton, ISBN 3-89469-548-X.
- William Somerset Maugham: Unbesiegt. Libraton, ISBN 3-89469-589-7.
- Unser Gott ist Euer Gott. Libraton, ISBN 3-89469-588-9.
- Explosive Lösung. Libraton, ISBN 3-89469-594-3.
- Henry Slesar: Ruby Martinson. Libraton, ISBN 3-89469-596-X.
- Henry Slesar: Terror will geplant sein. Libraton, ISBN 3-89469-595-1.
- Große Freiheit Nr. 7. Libraton, ISBN 3-89469-731-8.
- Mit Charles Dickens nach Rom und Venedig, 1844/45. DAV, ISBN 3-89813-166-1.
- 1964 – Der Schut. hoorspel gebaseerd op Karl May, lp, Philips 840 490 QY (stereo-uitvoering).
- 2006 – Der Schut. Heruitgave van de versie uit 1964 op cd (stereo), Karussell 06025 1702758.
- Thomas Buergenthal: Ein Glückskind, Patmos, Düsseldorf, ISBN 978-3-491-91270-0.
- Der Baum des Haders – Die isländische 'Sage vom weisen Njal’. Hörverlag, ISBN 3-89584-241-9.
- Christa-Maria Zimmermann: Gefangen im Packeis. Sprecher: Uwe Friedrichsen, Dietmar Mues, Christian Redl, Fritz Fenne, Der Hörverlag, 2005, ISBN 3-89940-595-1.
- Michael Ende: Das kleine Lumpenkasperle. Das Traumfresserchen. Der Audio Verlag (DAV), Berlin, 2006, ISBN 978-3-89813-497-2 (Lezing, 1 cd, 39 Min.)
- Ephraim Kishons beste Autofahrergeschichten, ISBN 3-7844-4044-4 (Lesung, 2 CDs, 125 Min.)
- Ein Tag länger als das Leben von Tschingis Aitmatow, Regie: Matthias Thalheim, MDR 2010, als luisterboek van Der Audio Verlag Berlin 2018, ISBN 978-3-7424-0422-0

- Bibsys: 90677377
- Biblioteca Nacional de España: XX1557614
- Gemeinsame Normdatei: 122477952
- International Standard Name Identifier: 0000 0001 0887 4333
- Library of Congress Control Number: no2012149911
- MusicBrainz: 6ffbe710-a0ce-4fc1-81c6-37cfff1b1387
- Nationale Bibliotheek van Tsjechië: pna2007418710
- Nederlandse Thesaurus van Auteursnamen: 074032143
- Réseau des bibliothèques de Suisse occidentale: 02-A003265238
- Virtual International Authority File: 35339440
- WorldCat: E39PBJfRBJxbqyYvJVVjwRDcyd